# II Festival olimpico invernale della gioventù europea
Il II Festival olimpico invernale della gioventù europea si è svolto nel 1995 ad Andorra la Vella, in Andorra, dal 4 al 17 febbraio.

## Discipline sportive
Durante la seconda edizione del Festival si sono disputati 17 eventi in 4 discipline.
Rispetto alla prima edizione del festival non sono state disputate le gare di Biathlon così come le staffette maschili e femminili di Short track; tuttavia sono state introdde le competizioni di short track staffetta mista, sci di fondo staffetta mista e super-G maschile e femminile. Inoltre, sempre rispetto ad Aosta 1993, sono state modificate alcune lunghezze dei tracciati; così gli eventi di sci di fondo maschili sono passati da 7,5 km a 10 km, mentre quelli femminili da 5 km a 7,5 km e l'evento di Short track maschile da 1000 km a 500 km unificandolo all'evento femminile.
- Pattinaggio di figura (dettagli)
- Sci alpino (dettagli)
- Sci di fondo (dettagli)
- Short track (dettagli)

## Podi

### Pattinaggio di figura
| Evento                          |                                               |                                      |                                     |
| ------------------------------- | --------------------------------------------- | ------------------------------------ | ----------------------------------- |
| Pattinaggio di figura maschile  | Szabolcs Vidrai                               | Vitaly Danilchenko                   | David Jaesche                       |
| Pattinaggio di figura femminile | Nadejda Kanaeva                               | Vanessa Gusmeroli                    | Krisztina Czako                     |
| Danza su ghiaccio               | Francia Isabelle Delobel Olivier Schoenfelder | Polonia Jolanta Bury Łukasz Zalewski | Ungheria Krisztina Szabó Tamás Sári |

### Sci alpino
| Evento                   |                    |                |                  |
| ------------------------ | ------------------ | -------------- | ---------------- |
| Slalom gigante maschile  | Patrick Thales     | Beni Hofer     | Andrej Jerman    |
| Slalom gigante femminile | Daniela Huber      | Marion Berger  | Chiara Gronda    |
| Slalom maschile          | Stephane Deslandes | Mitja Valenčič | Markus Larsson   |
| Slalom femminile         | Dalia Lorbek       | Chiara Gronda  | Stina Dahelgren  |
| Super-G maschile         | Beni Hofer         | Simone Arfino  | Sondre Elvestrad |
| Super-G femminile        | Severine Remondet  | Chiara Gronda  | Melanie Lenor    |

### Sci di fondo
| Evento                            |                                                   |                                                   |                                                      |
| --------------------------------- | ------------------------------------------------- | ------------------------------------------------- | ---------------------------------------------------- |
| 10 km tecnica classica maschile   | Martin Koukal                                     | Kostantin Gostiaev                                | Serguei Chtechoutchkine                              |
| 7,5 km tecnica classica femminile | Zuzana Kocumová                                   | Jenny Wissting                                    | Marianna Longa                                       |
| 10 km tecnica libera maschile     | Filippo Cagnati                                   | Martin Koukal                                     | Alexei Louchtine                                     |
| 7,5 km tecnica libera femminile   | Ol'ga Moskalenko                                  | Katrin Šmigun                                     | Éva Tófalvi                                          |
| Staffetta 5 km mista              | Svezia J. Wissting A. Bylund D. Wennblom B. Ferry | Italia M. Longa T. Bossi G. Gerbotto I. Margaroli | Rep. Ceca P. Halamová Z. Kocumová M. Hobza M. Koukal |

### Short track
| Evento                 |                                     |                                        |                                           |
| ---------------------- | ----------------------------------- | -------------------------------------- | ----------------------------------------- |
| 500 m maschile         | Fabio Carta                         | Artem Morozov                          | Claude Romain Farys                       |
| 500 m femminile        | Ellen Wiegers                       | Szilvia Szabolcsi                      | Melanie De Lange                          |
| Staffetta 3000 m mista | Italia Capurso Rodigari Carta Corso | Ungheria Szabolcsi Vincze Lajos Szanto | Gran Bretagna Barnes Lindsay Ellis Wright |

## Medagliere
| Pos.   | Paese         |    |    |    |    |
| ------ | ------------- | -- | -- | -- | -- |
| 1      | Italia        | 4  | 5  | 2  | 11 |
| 2      | Francia       | 3  | 1  | 2  | 6  |
| 3      | Russia        | 2  | 2  | 2  | 6  |
| 4      | Rep. Ceca     | 2  | 1  | 1  | 4  |
| 5      | Ungheria      | 1  | 2  | 2  | 5  |
| 6      | Svezia        | 1  | 1  | 2  | 4  |
| 7      | Slovenia      | 1  | 1  | 1  | 3  |
| 8      | Svizzera      | 1  | 1  | 0  | 2  |
| 9      | Paesi Bassi   | 1  | 0  | 1  | 2  |
| 10     | Austria       | 1  | 0  | 0  | 1  |
| 11     | Estonia       | 0  | 1  | 0  | 1  |
| 11     | Polonia       | 0  | 1  | 0  | 1  |
| 11     | Ucraina       | 0  | 1  | 0  | 1  |
| 14     | Germania      | 0  | 0  | 1  | 1  |
| 14     | Gran Bretagna | 0  | 0  | 1  | 1  |
| 14     | Norvegia      | 0  | 0  | 1  | 1  |
| 14     | Romania       | 0  | 0  | 1  | 1  |
| Totale | Totale        | 17 | 17 | 17 | 51 |